# 浅野忠綏
浅野 忠綏（あさの ただやす）は、江戸時代中期の安芸国広島藩の家老。三原浅野家第5代。

## 略歴
元禄15年（1702年）9月27日、三原浅野家第4代忠義の次男として安芸広島に生まれる。享保15年（1730年）1月10日、忠義が死去したため、2月1日に家督を相続した。
享保17年（1732年）の享保の大飢饉の際に、三原領内でも餓死者を約200人出し、領民のために城から救い米を拠出した。12月、藩主浅野吉長の左少将任官の謝恩使となる。
宝暦8年（1758年）2月22日、広島で死去、享年57。菩提寺の妙正寺に葬られた。長男の忠晨が家督を相続した。